# Campeonato Albanês de Futebol de 2021–22 – Primeira Divisão
A Primeira Divisão do Campeonato Albanês de Futebol de 2021–22, também conhecida como Kategoria Superiore de 2021–22 e oficialmente como Abyssnet Superiore de 2021–22, foi a 83.ª temporada oficial do campeonato de clubes equivalente à primeira divisão do futebol albanês (a 22.ª temporada como Kategoria Superiore e a 1ª como Abyssnet Superiore).
A temporada começou em 10 de setembro de 2021 e terminou em 26 de maio de 2022 e contou com a participação de dez equipes: oitos que permanceram da edição anterior e os dois promovidos da Kategoria e Parë (segunda divisão) de 2020–21. A organização da competição foi da Associação de Futebol da Albânia (em albanês:  Federata Shqiptare e Futbollitou — FSHF), entidade máxima do futebol na Albânia.
O título da Abyssnet Superiore de 2021–22 ficou com o Tirana. O time da capital do país sagrou-se campeão pela 26ª vez com três rodadas de antecendência após uma vitória por 2–1 sobre o Partizani. A campanha final foi de 73 pontos em 36 jogos realizados (22 vitórias, 7 empates e 7 derrotas). Além do título, o campeão da temporada garantiu vaga na primeira rodada de qualificação da Liga dos Campeões de 2022–23, já o segundo (Laçi) e o terceiro colocados (Partizani), garantiram vaga na primeira rodada de qualificação da Liga Conferência Europa de 2022–23.

## Participantes
Entre as novidades desta edição temos a participação dos dois clubes que foram promovidos da Kategoria e Parë (segunda divisão), o Dinamo Tirana (promovido após nove anos de ausência) e o Egnatia (promovido após dezasseis anos de ausência). As vagas ocupadas pelos clubes promovidos da segunda divisão foram deixadas por KF Apolonia (rebaixado após apenas um ano na primeira divisão) e Bylis (rebaixado após dois anos na primeira divisão), que foram rebaixados à Kategoria e Parë no final da temporada passada.
| Equipe        | Cidade     | Estádio (mando)     | Temporada de 2020–21            | Título(s)              |
| ------------- | ---------- | ------------------- | ------------------------------- | ---------------------- |
| Dinamo Tirana | Tirana     | Arena Kombëtare     | Vice-campeão (Kategoria e Parë) | 18 (último em 2009–10) |
| Egnatia       | Rrogozhinë | Arena Egnatia       | Campeão (Kategoria e Parë)      | nenhum                 |
| Kastrioti     | Krujë      | Kamëz               | 8º lugar                        | nenhum                 |
| Kukësi        | Kukës      | Kukës Arena         | 6º lugar                        | 01 (em 2016–17)        |
| Laçi          | Laç        | Laçi                | 4º lugar                        | nenhum                 |
| Partizani     | Tirana     | Arena Kombëtare     | 3º lugar                        | 16 (último em 2018–19) |
| Skënderbeu    | Korçë      | Skënderbeu          | 7º lugar                        | 08 (último em 2017–18) |
| Teuta         | Durrës     | Niko Dovana         | Campeão                         | 02 (último em 2020–21) |
| Tirana        | Tirana     | Selman Stërmasi     | 5º lugar                        | 25 (último em 2019–20) |
| Vllaznia      | Shkodër    | Estádio Loro Boriçi | 2º lugar                        | 09 (último em 2000–01) |

1. ↑  O Kastrioti mandou seus jogos na temporada de 2021–22 no estádio Kamëz em Kamëz, já que seu estádio, o Estádio Kastrioti, não é adequado para jogos da Kategoria Superiore.

## Classificação
| Pos | Equipe            | Pts | J  | V  | E  | D  | GP | GC | SG  | Classificação ou Rebaixamento                                            |
| --- | ----------------- | --- | -- | -- | -- | -- | -- | -- | --- | ------------------------------------------------------------------------ |
| 1   | Tirana (C)        | 73  | 36 | 22 | 7  | 7  | 64 | 27 | +37 | Classificado para a primeira pré-eliminatória da Liga dos Campeões       |
| 2   | Laçi              | 63  | 36 | 18 | 9  | 9  | 52 | 33 | +19 | Classificado para a primeira pré-eliminatória da Liga Conferência Europa |
| 3   | Partizani         | 58  | 36 | 15 | 13 | 8  | 52 | 30 | +22 | Classificado para a primeira pré-eliminatória da Liga Conferência Europa |
| 4   | Kukësi            | 55  | 36 | 15 | 10 | 11 | 50 | 44 | +6  |                                                                          |
| 5   | Vllaznia          | 55  | 36 | 13 | 16 | 7  | 47 | 38 | +9  | Classificados para a segunda pré-eliminatória da Liga Conferência Europa |
| 6   | Teuta             | 50  | 36 | 13 | 11 | 12 | 39 | 44 | −5  |                                                                          |
| 7   | Kastrioti Krujë   | 43  | 36 | 13 | 4  | 19 | 30 | 54 | −24 |                                                                          |
| 8   | Egnatia (O)       | 35  | 36 | 8  | 11 | 17 | 30 | 49 | −19 | Classificado para a repescagem pela permanência                          |
| 9   | Dinamo Tirana (R) | 29  | 36 | 6  | 11 | 19 | 21 | 46 | −25 | Rebaixados para a Kategoria e Parë de 2022–23                            |
| 10  | Skënderbeu (R)    | 26  | 36 | 4  | 14 | 18 | 23 | 43 | −20 | Rebaixados para a Kategoria e Parë de 2022–23                            |

1. 1 2  Kukësi ficou à frente do Vllaznia no saldo de gols no confronto direto: Kukësi 4, Vllaznia 3
2. ↑  O Vllaznia se classificou para a segunda pré-eliminatória da Liga Conferência Europa como campeão da Copa da Albânia de 2021–22.

## Premiação
| Abyssnet Superiore de 2021–22 Primeira Divisão do Campeonato Albanês de Futebol |
| ------------------------------------------------------------------------------- |
| Klubi i Futbollit Tirana Campeão (26º título)                                   |